# Katholischer Familienverband Österreichs
Der Katholische Familienverband (KFÖ) ist die größte überparteiliche Familienorganisation in Österreich. Er wird von neun Diözesanverbänden getragen und versteht sich als parteiunabhängig.
Gegründet wurde er 1953 auf Initiative und unter Schirmherrschaft von Kardinal König. „Eine Gesellschaft, in der die Familien mit Kindern Gefahr laufen, unter die Armutsgrenze zu rutschen, stellt sich selbst ein Armutszeugnis aus“, so der damalige Familienreferent der Bischofskonferenz bei der Gründung im September 1953.
Der Katholische Familienverband hat österreichweit 30.000 Mitgliedsfamilien und arbeitet mit ehren- und hauptamtlichen Mitarbeitern, Generalsekretärin ist Rosina Baumgartner. Bis Jänner 2011 ist Elisabeth Grabner stellvertretende Generalsekretärin, zuvor hatte von Mai 2009 bis Dezember 2010 Christina Luef die Agenden und die Karenzvertretung für die Generalsekretärin Rosina Baumgartner inne. Von 2008 bis zum 6. Juli 2011 war Clemens Steindl Präsident des Verbandes. Nach dem plötzlichen Rücktritt Steindls hat am 7. Juli Irene Kernthaler-Moser interimistisch die Leitung des Verbandes übernommen. Von November 2011 bis September 2023 leitete der Wiener Steuerberater Alfred Trendl den Familienverband. In seine Amtszeit fielen Erfolge wie die automatische gesetzliche Wertanpassung der Familienleistungen an die Inflation, die Einführung des Familienbonus und der Familienzeit, oft auch Papamonat genannt. Am 30. September 2023 wurde Peter Mender zum neuen Präsidenten des Katholischen Familienverbandes gewählt, mit Barbara Fruhwürth, Judith Tscheppe und Britta Brehm-Cernelic stehen ihm drei Vizepräsidentinnen zur Seite.

## Tätigkeiten
Der Katholische Familienverband Österreichs hat das Ziel, die Familien zu stärken und zur gesellschaftlichen Anerkennung ihrer Leistungen beizutragen. Solcherart wirkt er in den Familien- bzw. Elternbeiräten von Sozialministerium, Unterrichtsministerium und der Landesregierungen. Die Beiräte sind zuständig für die Begutachtung und Kommentierung relevanter Gesetzesentwürfe. Der Katholische Familienverband ist Mitglied im familienpolitischen Beirat sowie im Elternbeirat.
Konkrete Anliegen sind unter anderem die Vereinbarkeit von Familien- und Erwerbsarbeit, Finanzielle Gerechtigkeit für Familien im Steuer-, Pensions- und Transfersystem, ideelle Aufwertung von Ehe und Familie und qualitätsvolle Bildungseinrichtungen.
Der Katholische Familienverband Österreichs ist Mitglied in der Confederation of Family Organisations in the European Union (COFACE) und der Föderation der katholischen Familienverbände in Europa (FAFCE).

### Politische Arbeit
Als größte Familienorganisation engagiert sich der Familienverband für folgende Themen. Diese wurden aus dem Leitbild des Verbandes übernommen und zeigen die Positionen und Schwerpunkte in der Arbeit des KFÖ:
- Vereinbarkeit von Familien- und Erwerbsarbeit: Die Organisation macht sich stark für familienfreundliche Arbeitsplätze und -zeiten. Sowie sie sich für die vielfältigen Möglichkeiten der Vereinbarkeit von Familienaufgaben und Erwerbstätigkeit im Lebenszyklus der Familien einsetzt. Der Verband fördert die Anerkennung der am Arbeitsplatz Familie erworbenen Kompetenzen.
- Finanzielle Gerechtigkeit für Familien: Familien erbringen für die Gesellschaft unverzichtbare Leistungen. Die Forderung des Familienverbandes ist, dass diese im Steuer-, Pensions- und Transfersystem anerkannt werden.
- Ideelle Aufwertung von Ehe und Familie: Kinder bereichern das persönliche und partnerschaftliche Leben und garantieren Zukunft. Familien wirken persönlichkeitsbildend und sind dadurch eine unverzichtbare Stütze für eine funktionierende Gesellschaft – ist die Meinung des KFÖ. Von diesem Standpunkt aus hat der KFÖ bis November 2009 gegen die Legalisierung von gleichgeschlechtlichen Lebensgemeinschaften mobil gemacht. Diese Haltung wurde unter dem Vorsitz von Clemens Steindl revidiert. Der KFÖ hat das Gesetz zu Gleichgeschlechtlichen Partnerschaften Ende 2009 begrüßt: „Als Lösung, die dem hohen Stellenwert der Ehe zwischen Mann und Frau Rechnung trägt und eine Diskriminierung anderer Formen des Zusammenlebens vermeidet, bezeichnete der Präsident des Katholischen Familienverbands Österreichs (KFÖ), Clemens Steindl, das Partnerschaftsgesetz.“
- Erziehung, Bildung und Betreuung: Dem Familienverband ist es wichtig, dass die Betreuungs- und Bildungseinrichtungen gemeinsam mit den Eltern wirken. Er fordert die Wahlfreiheit der Eltern in einem differenzierten Betreuungs- und Bildungssystem.

Der Katholische Familienverband ist in sämtlichen entscheidenden familienpolitischen Gremien vertreten und begutachtet alle relevanten Gesetzesentwürfe.
Der Familienverband vertritt die Interessen der Familien:
- im familienpolitischen Beirat des Ministeriums für soziale Sicherheit und Generationen
- im familienpolitischen Beiräten der Landesregierungen
- im Elternbeirat des Bundesministeriums für Bildung, Wissenschaft und Kultur
- in der COFACE und in der Föderation der Katholischen Familienverbände Europas

## Diözesanverbände
Wie in der Einleitung erwähnt, ist der Katholische Familienverband Österreichs von den neun Diözesanverbänden getragen.

### Katholischer Familienverband der Erzdiözese Wien
Aktuell ist Konrad Pleyer Vorsitzender des Katholischen Familienverbandes der Erzdiözese Wien (KFVW), Antonia Indrak-Rabl Geschäftsführerin.
Mit Margherita Mautner Markhof, geb. Gräfin Cassis-Faraone, Ehefrau des im Jahr 2008 verstorbenen Manfred Mautner Markhof, war der Wiener Diözesanverband (KFV-Wien) in den Jahren 1966 bis 1975 durch eine prominente Vorsitzende vertreten. Sie hat den Verband sehr engagiert und mit einigen langfristig wirkenden Neuerungen geleitet. Unter anderem wurde von ihr der Mautner-Fond ins Leben gerufen, der dem KFV-Wien immer noch als eiserne Reserve dient. In ihre Zeit ist das Volksbegehren gegen die Fristenlösung 1975 gefallen, das sie gemeinsam mit dem ihr in freundschaftlicher Verbundenheit gestandenen Kardinal König vorbereitet hatte: „Mit Kardinal König konnte man völlig offen reden – auch über die Pille.“
Eine der wesentlichen Neuerungen innerhalb der Diözese waren in der Zeit der Vorsitzführung von M. Mautner Markhof die Einführung und Etablierung von Eheseminaren und Familienrunden. Ziel war es, die Brautleute nicht nur in pastoraler Sicht auf die Ehe vorzubereiten (mit Priestern, Ehepaaren, und Ärzten als Vortragende), um den Brautleuten Rüstzeug gegen spätere Ehescheidungen mitzugeben. Das Eheseminar war vor der kirchlichen Trauung verpflichtend zu absolvieren. Die Familienrunden zielten darauf ab, den jungen Ehepaaren und Eltern in ihrer Ehe im gemeinsamen Erfahrungsaustausch Hilfe zu geben. Wesentlichen Anteil an der Umsetzung der Einführung und der Betreuung der Eheseminare und der Familienrunden hatte die langjährige Mitarbeiterin Gertrud Piesch, die im April 2009 für ihre Verdienste um den KFÖ und den KFV-Wien mit dem Päpstlichen Ehrenorden Pro Ecclesia et Pontifice ausgezeichnet wurde.
1973 wurde der Omadienst als Vermittlung einer generationenübergreifenden Kinderbetreuung ins Leben gerufen, der sich bis heute wachsender Beliebtheit erfreut. Weitere Serviceleistungen des KFVW sind das Projekt „Gutes Leben“, Familienurlaube, Steuerinfotag, Elternakademie sowie die Aktion plusminus in der Fastenzeit.